# 日向大輔
日向 大輔（ひゅうが だいすけ、1986年1月27日 は、日本の男性声優、シンガーソングライター、ギタリスト。Argonavisのメンバー。宮崎県出身。

## 略歴
地元から上京後、高円寺 Club ROOTSなどを中心にシンガーソングライターやバンド・ユニットでの音楽活動をしていた。
2018年5月に『アルゴナビスプロジェクト』内で結成されたバンド『Argonavis』に参加する。同時に響へ所属し、声優活動を開始。
2021年4月にはブシロードの新テーマソングの作編曲を担当。作曲活動も継続している。
2022年2月1日、株式会社アルゴナビスの広報に就任。以降、Argonavisのファンクラブのブログの更新やグッズの写真撮影などをたまに担当。
2023年11月1日、個人のオフィシャルファンクラブを開設した。
2025年3月31日、自身のSNSで、同日付で響を退所し、フリーで活動することが発表された。

## 人物
宮崎県日向市出身。芸名は出身地からとったもの。宮崎弁（日向弁）を喋る。
趣味は散歩、映画鑑賞、サーフィン、スノーボード、釣り。
犬を2匹飼っている。また、動物愛護団体で犬や猫を保護するための活動をしていた経験がある。

### 音楽関連
特技はギター、作詞・作曲。他にハーモニカ、ループマシンを活用した演奏などもライブで披露することがある。
母がエレクトーン講師、叔父がドラマー、叔母がジャズピアニストをしていたことで幼いころから音楽に触れる。父の影響でアコースティックギターを始め、小学生のころからバンドを組んでいた。地元でバンド活動をしていた際は、スタジオがないため山で練習を、ライブハウスがないため夏祭りのステージなどでライブをしていた。
声優事務所に所属後も精力的に楽曲制作をしており、オリジナル曲の制作、ボーカロイド楽曲の制作、カードファイト!! ヴァンガードのPV用BGMなど、幅広く制作している。アルゴナビスプロジェクト内でもライブ用の楽曲アレンジ、入場SEの作曲などを担当している。
2022年には上京後に活動拠点としていた高円寺 Club ROOTSにて数年ぶりにソロライブを開催。

## 出演
太字はメインキャラクター。

### テレビアニメ
- カードファイト!! ヴァンガード（2019年 - 2020年、マーク・ホワイティング[22]）
- トライナイツ（2019年、ラグビー部員[23]）
- アルゴナビス from BanG Dream!（2020年、五稜結人[24]）
- カードファイト!! ヴァンガード overDress（2021年、スズキ）

### 劇場アニメ
- 劇場版アルゴナビス 流星のオブリガート（2021年、五稜結人[25]）
- 劇場版アルゴナビス AXIA（2023年、五稜結人[26]）

### ゲーム
- 九州三国志（2018年、呂布[23]）
- アルゴナビス from BanG Dream! AAside（2021年、五稜結人[27]）
- アルゴナビス -キミが見たステージへ-（2024年、五稜結人[28]）
- PROGRESS ORDERS（2025年、キルファ[29]）

### ボイスドラマ
- フューチャーカード 神バディファイト（2019年、アレクサンドル・アンク[30]）

### ラジオ
※はインターネット配信。
- よみほぐ（2017年 - 、目黒FM[31]）
- Argonavis ラジオライン（2019年 - 2020年、HiBiKi Radio Station※[32]）
- ONE TO ONE 〜透け透けのひゅーすけ〜（2020年 - 2023年、YouTube※、ニコニコチャンネル※）

### CM
- J.COM×洋服の青山『MUSIC GOLD RUSH』[3]
- ヴァイスシュヴァルツ CMソング（作曲）[7]

### テレビ番組
※はインターネット配信。
- TOKYO マヨカラ！（2012年 - 2013年、テレビ東京[3]）
- MEN'S HiBiKi StYle（2018年 - 、YouTube※[33]）
- MY HOME 〜ゆるい感じになりそう〜（2019年2月 - 2019年6月、2020年8月 - 2021年2月　ONSTAGE※[34]）
- 月刊ブシロードTV（2019年 - 、TOKYO MX[35]）

### 映画
- シュウカツ5 就職という名のゲーム（2021年、今川[36])

### 舞台
- 朗読劇 りーでぃんぐ☆ぱーてぃーvol.4(2018年7月13日～16日[37])
- 朗読劇 りーでぃんぐ☆ぱーてぃーvol.5(2019年1月9〜14日[38])
- 「Gem Fragments」(2020年12月2日～6日、ヴィクトー[39])
- 「タンブル・アンヘルズ」(2021年2月18日～21日、バンクス[40])
- ARGONAVIS the Live Stage（2021年6月18日 - 20日サンケイホールブリーゼ ・6月24日 - 27日シアター1010、五稜結人[41]）
- ARGONAVIS the Live Stage2 ～目醒めの王者と恒星のプログレス～（2023年2月18日 - 20日、東京建物 Brillia HALL・24日 - 26日、AiiA 2.5 Theater Kobe）- 五稜結人

### その他コンテンツ
- あにそんボーカル「ピースサイン」（LIVE DAM Ai）[42]